# Raymond Cruz
Raymond Cruz (Los Angeles, 9 luglio 1961) è un attore statunitense con origini messicane.
È conosciuto principalmente per il ruolo del detective Julio Sanchez nella serie televisiva The Closer e nel suo spin-off Major Crimes, e per quello del bandito Tuco Salamanca in Breaking Bad e nello spin-off Better Call Saul.

## Biografia
La carriera dell'attore inizia nel 1987 recitando in un episodio della serie televisiva Vietnam War Story. Sempre nello stesso anno partecipa inoltre al suo primo film cinematografico, A servizio ereditiera offresi con Ally Sheedy.
Durante la sua carriera ha recitato sia in film che in serie televisive. Per quanto riguarda i film lo si può ricordare in Gremlins 2 - La nuova stirpe (1990), Trappola in alto mare (1992), Patto di sangue (1993), Party di capodanno (1993), Sotto il segno del pericolo (1994) nel ruolo di Domingo "Ding" Chavez, L'ora della violenza (1996), The Rock (1996), Alien - La clonazione (1997), Dal tramonto all'alba 2 - Texas, sangue e denaro (1999), Training Day (2001) e Havoc - Fuori controllo (2005). Per quanto riguarda le serie televisive lo si può invece vedere come guest star in New York New York, Matlock, La signora in giallo, Walker Texas Ranger, NYPD - New York Police Department, X-Files, The Practice - Professione avvocati, Star Trek: Deep Space Nine, Seven Days, 24, Nip/Tuck, CSI - Scena del crimine, CSI: Miami e Day Break.
È apparso inoltre in ruoli ricorrenti nelle serie televisive The Eddie Files, My Name Is Earl e in Breaking Bad, dove ha interpretato il ruolo dello spacciatore di metanfetamina Tuco Salamanca. Dal 2005 entra inoltre a far parte del cast principale della serie televisiva The Closer nel ruolo del detective Julio Sanchez. Tornerà ad interpretare il ruolo di Julio Sanchez anche in Major Crimes, spin-off di The Closer e nuovamente quello di Tuco Salamanca in Better Call Saul, spin-off di Breaking Bad.

## Filmografia parziale

### Cinema
- A servizio ereditiera offresi (Maid to Order), regia di Amy Holden Jones (1987)
- Gremlins 2 - La nuova stirpe (Gremlins 2: The New Batch), regia di Joe Dante (1990)
- Una notte, un cane, un sogno (Cold Dog Soup), regia di Alan Metter (1990)
- Giustizia a tutti i costi (Out for Justice), regia di John Flynn (1991)
- L'altro delitto (Dead Again), regia di Kenneth Branagh (1991)
- La gatta e la volpe (Man Trouble), regia di Bob Rafelson (1992)
- Judgement, regia di William Sachs (1992)
- Trappola in alto mare (Under Siege), regia di Andrew Davis (1992)
- Party di capodanno (When the Party's Over), regia di Matthew Irmas (1993)
- Patto di sangue (Bound By Honor / Blood In Blood Out), regia di Taylor Hackford (1993)
- Sotto il segno del pericolo (Clear and Present Danger), regia di Phillip Noyce (1994)
- Quando gli elefanti volavano (Operation Dumbo Drop), regia di Simon Wincer (1995) – non accreditato
- Nome in codice: Broken Arrow (Broken Arrow), regia di John Woo (1996) – non accreditato
- Qualcosa di personale (Up Close & Personal), regia di Jon Avnet (1996)
- L'ora della violenza (The Substitute), regia di Robert Mandel (1996)
- The Rock, regia di Michael Bay (1996) – non accreditato
- Alien - La clonazione (Alien Resurrection), regia di Jean-Pierre Jeunet (1997)
- L'ultimo sceriffo (The Last Marshall), regia di Mike Kirton (1999)
- Dal tramonto all'alba 2 - Texas, sangue e denaro (From Dusk till Dawn 2: Texas Blood Money), regia di Scott Spiegel (1999)
- Training Day, regia di Antoine Fuqua (2001)
- Danni collaterali (Collateral Damage), regia di Andrew Davis (2002)
- Il mio nome è Modesty (My Name Is Modesty: A Modesty Blaise Adventure), regia di Scott Spiegel (2004)
- Havoc - Fuori controllo (Havoc), regia di Barbara Kopple (2005)
- La Llorona - Le lacrime del male (The Curse of La Llorona), regia di Michael Chaves (2019)
- Wander - Inganno mortale (Wander), regia di April Mullen (2020)
- Blue Miracle - A pesca per un sogno (Blue Miracle), regia di Julio Quintana (2021)
- My Dead Dad, regia di Fabio Frey (2021)
- Ten Tricks, regia di Richard Pagano (2021)
- Six Feet, regia di Rajendra Thakurathi e Stephen James Thomas (2022)
- Medellín, regia di Franck Gastambide (2023)

### Televisione
- La bella e la bestia (Beauty and the Beast) – serie TV, episodio 1x17 (1988)
- New York New York (Cagney & Lacey) – serie TV, episodio 7x15 (1988)
- Steven, 7 anni: rapito (I Know My First Name Is Steven), regia di Larry Elikann – miniserie TV (1989)
- Freddy's Nightmares (Freddy's Nightmares: A Nightmare on Elm Street: The Series) – serie TV, episodio 2x22 (1990)
- Matlock – serie TV, episodio 4x24 (1990)
- China Beach – serie TV, episodio 4x08 (1990)
- Nails - Un poliziotto scomodo (Nails), regia di John Flynn – film TV (1992)
- La signora in giallo (Murder, She Wrote) – serie TV, episodio 9x12 (1993)
- Dragstrip Girl, regia di Mary Lambert – film TV (1994)
- The Eddie Files – serie TV, 16 episodi (1995-2000)
- NYPD - New York Police Department (NYPD Blue) – serie TV, episodi 3x04-7x08 (1995, 2000)
- Marshal (The Marshal) – serie TV, episodio 1x04 (1995)
- Walker Texas Ranger (Walker, Texas Ranger) – serie TV, episodio 3x19 (1995)
- X-Files (The X-Files) – serie TV, episodio 4x11 (1997)
- Ultima fermata Saber River (Last Stand at Saber River), regia di Dick Lowry – film TV (1997)
- The Practice - Professione avvocati (The Practice) – serie TV, episodio 2x16 (1998)
- Star Trek: Deep Space Nine – serie TV, episodio 7x08 (1998)
- Seven Days – serie TV, episodi 1x15-2x16 (1999-2000)
- Harsh Realm – serie TV, episodi 1x07-1x08 (2000)
- The Division – serie TV, episodi 2x10-3x21-3x22 (2002-2003)
- 24 – serie TV, episodi 2x19-2x20 (2003)
- CSI - Scena del crimine (CSI: Crime Scene Investigation) – serie TV, episodi 3x22-8x13 (2003, 2008)
- Nip/Tuck – serie TV, episodi 1x01-4x10 (2003-2006)
- CSI: Miami – serie TV, episodi 2x06-9x17 (2003, 2011)
- The Closer – serie TV, 104 episodi (2005-2012)
- My Name Is Earl – serie TV, 5 episodi (2007-2008)
- Day Break – serie TV, episodi 1x09-1x10 (2007)
- Breaking Bad – serie TV, 4 episodi (2008-2009)
- Los Americans – serie TV, 7 episodi (2011)
- Major Crimes – serie TV, 102 episodi (2012-2018)
- White Collar – serie TV, episodio 4x02 (2012)
- Lauren – serie TV, episodi 2x02-2x04-2x08 (2013)
- Il mostro di Cleveland (Cleveland Abduction), regia di Alex Kalymnios – film TV (2015)
- Better Call Saul – serie TV, episodi 1x01-1x02-2x04 (2015-2016)
- Get Shorty – serie TV, episodi 2x09-2x10 (2018)
- Madam Secretary – serie TV, episodio 5x14 (2019)
- Nova Vita, regia di Santiago Salviche – miniserie TV (2021)
- Grey's Anatomy – serie TV, episodio 6x20 (2023)
- Mayans M.C. – serie TV, episodio 5x05 (2023)

## Doppiatori italiani
Nelle versioni in italiano delle opere in cui ha recitato, Raymond Cruz è stato doppiato da:
- Riccardo Rossi in Marshal, Qualcosa di personale
- Francesco Prando in L'ora della violenza, Mayans M.C.
- Fabrizio Vidale in Training Day, My Name is Earl
- Riccardo Niseem Onorato in The Closer, Major Crimes
- Roberto Stocchi in Breaking Bad, Better Call Saul
- Manfredi Aliquò ne L'altro delitto
- Roberto Gammino in Trappola in alto mare
- Sergio Luzi in Party di Capodanno
- Fabio Boccanera ne La signora in giallo
- Sergio Lucchetti in Nome in codice: Broken Arrow
- Roberto Draghetti in The Rock
- Roberto Certomà in Alien - La clonazione
- Nanni Baldini in X-Files
- Roberto Pedicini in Dal tramonto all'alba 2 - Texas, sangue e denaro
- David Chevalier in Danni collaterali
- Achille D'Aniello in CSI - Scena del crimine (ep. 3x22)
- Luca Biagini in CSI - Scena del crimine (ep. 8x13)
- Paolo Vivio in 24
- Pasquale Anselmo ne Il mio nome è Modesty
- Riccardo Lombardo in Nip/Tuck
- Claudio Fattoretto in CSI: Miami
- Simone Mori in White Collar
- Stefano Alessandroni ne Il mostro di Cleveland
- Massimo Bitossi in La Llorona - Le lacrime del male
- Massimiliano Plinio in Wander
- Danilo Bruni in Blue Miracle - A pesca per un sogno
- Giorgio Locuratolo in Grey's Anatomy